# RTSH 1
RTSH 1 (antes TVSH) es el primer canal de televisión público albanés perteneciente a RTSH. Su programación es generalista, enfocada en la producción nacional.

## Historia
El canal inició emisiones como Televizioni Shqiptar (TVSH) en pruebas desde Tirana el 29 de abril de 1960, aunque sus emisiones regulares empezaron el 1 de mayo de 1960. El canal empezó emitiendo películas infantiles y luego programas para adultos, tres veces a la semana durante aproximadamente una hora. Sus emisiones se expandieron al resto del país en cinco años. 
En 1971, TVSH comenzó a emitir los siete días a la semana y se introdujo más programación, especialmente con fines propagandísticos y con una línea editorial impuesta por Enver Hoxha que oscilaba entre el antioccidentalismo y el antisovietismo, todo ello en el contexto de la Albania comunista. Cuando Albania rompió relaciones con China a finales de los años 1970 y se sumió en el aislacionismo, toda la programación quedó bajo control del Partido del Trabajo, aumentando considerablemente la programación propagandística.
Las emisiones de televisión en color comenzaron en 1981, siendo Albania uno de los últimos países europeos en dar este paso.
Cuando Hoxha falleció en 1985 se produjo un tímido aperturismo, si bien el sistema comunista no caería hasta 1991. Ya en democracia, TVSH abrió su programación a espacios de opinión plural, documentales y programas de entretenimiento.
En 1997, las instituciones educativas albanesas cerraron temporalmente debido a la rebelión que sufrió el país. Como resultado, TVSH emitió programas educativos para los jóvenes atrincherados, que sustituyeron a la educación regular. En ese mismo año TVSH dejó de ser el único canal de televisión en Albania ante el nacimiento de Televizioni Klan el 25 de octubre de 1997, siendo este el primer canal de televisión privado albanés.
TVSH cubrió la guerra de Kosovo mediante boletines informativos específicos sobre la situación. A su vez, los periodistas de RTK huyeron de Kosovo y se refugiaron en Albania.
TVSH dejó de ser el único canal de televisión perteneciente a RTSH a partir del 2003, cuando inició emisiones la segunda cadena del grupo, TVSH 2 (actual RTSH 2).
En 2017 TVSH adoptó una nueva imagen corporativa, cambió su nombre a RTSH 1 y empezó a emitir en HD.
En 2020 RTSH 1 adoptó su actual imagen corporativa.

## Imagen corporativa

1993 - 2017
2017 - 2020
Desde 2020